# Gino Belloni
Luigi Sante „Gino” Belloni (ur. 20 września 1884 w Cremonie, zm. 22 stycznia 1924 tamże) – szermierz, szablista reprezentujący Włochy, uczestnik letnich igrzysk olimpijskich w 1912 roku.